# Ефимов, Георгий Сергеевич
Георгий Сергеевич Ефимов (1910—1978) — советский конструктор танков и самоходных установок, несущих артиллерийские, зенитно-ракетные и инженерные войсковые системы. Главный конструктор ОКБ-3 «Уралмашзавод» (далее ЦКБ «Трансмаш», ФГУП «Уралтрансмаш») с 1953 по 1978 г. Лауреат Ленинской премии и Государственной премии СССР.
Окончил Сталинградский механический институт, инженер-механик-технолог.

## Биография
Родился 7 августа (25 июля) 1910 года в Царицыне. В девятилетнем возрасте остался сиротой. Позже был зачислен в ПТУ и через четыре года получил специальность механика.
По распределению из ПТУ был направлен чертежником в технический отдел завода «Баррикады», а в 1929 году — в танковое конструкторское бюро Сталинградского тракторного завода (СТЗ). В 1931 году для повышения квалификации без отрыва от производства поступил в Сталинградский тракторостроительный (с 1933 года — механический) институт, где в 1935 году с отличием защитил диплом инженера-механика-технолога. В 1942 году, в критический для Сталинграда период наступления немецко-фашистских войск, участвовал в эвакуации оборудования и сотрудников СТЗ на Урал. После эвакуации в годы Великой Отечественной войны работал на ЧТЗ (1928—1946 — техник, инженер, ведущий инженер, начальник конструкторской группы, заместитель начальника ОКБ — заместитель главного конструктора ОКБ завода № 100 (Челябинск)).
В 1946 году в соответствии с распоряжением наркома танковой промышленности переведен в Ленинград на Кировский завод, где продолжал работать ведущим инженером и конструктором в особом конструкторском бюро танков (ОКБТ ЛКЗ) до середины 1953 года (руководитель конструкторской группы ОКБ, ведущий инженер Кировского завода).
В 1953—1978 — главный конструктор ОКБ-3 «Уралмашзавод» (ЦКБ «Трансмаш», ФГУП «Уралтрансмаш», Свердловск).
В годы войны и первые послевоенные годы в качестве ведущего инженера и конструктора Г. С. Ефимов принимал непосредственное участие в разработке и создании всех тяжёлых танков семейства «ИС», других тяжелых и опытных танков, самоходных артиллерийских установок (САУ). В частности, в ОКБ Челябинского опытного завода № 100 в 1944 г. был назначен ведущим инженером по разработке «танка Победы» ИС-3, а c 1946 г. в КБ Кировского завода в Ленинграде являлся ведущим конструктором второго варианта самого тяжелого и мощного советского танка своего времени ИС-7 (объект 260), участвовал в разработках последнего серийного тяжелого танка Т-10, а также опытных танков с ракетным вооружением серии 280 и других «объектов».
В начальный период исполнения обязанностей главного конструктора ОКБ-3 «Уралмашзавод» (УЗТМ) Г. С. Ефимов руководил доработкой и внедрением в серийное производство самоходных гусеничных артиллерийских установок СУ-100П, CУ-152П, СУ-152Г. Была проведена глубокая модернизация ходовой части базовой САУ с унификацией ее узлов и повышением грузоподъемности до 30 тонн, что обеспечило возможность размещения на универсальной платформе с передним расположением моторно-трансмиссионного отделения мощных артиллерийских орудий, ракет и инженерного оборудования. В последующие годы на этой основе под руководством главного конструктора Г. С. Ефимова были разработаны и созданы противотанковая пушка — истребитель танков (объект 120 «Таран»), самоходная прожекторная установка (объект 117), зенитная пушечная самоходная установка ЗСУ-37-2 «Енисей», самоходные установки мобильного зенитно-ракетного комплекса войсковых ПВО «Круг» (2К11) и войсковой радиолокационной станции «Купол», гусеничный минный заградитель с механизированной выкладкой мин ГМЗ, многоцелевой транспортер-тягач МТ-С, 152-мм дивизионная самоходная гаубица «Акация» (2С3, 2С3М), 240-мм самоходный миномет «Тюльпан» (2С4), 152-мм армейская самоходная пушка «Гиацинт-С» (2С5) и другие системы.
Многие представители этого списка до сих пор составляют значительную часть действующего вооружения сухопутных сил РФ и ряда зарубежных государств. Указанная бронетехника, успешно применявшаяся во время военных действий в Афганистане, на Ближнем Востоке, на Кавказе, в Африке, в Юго-Восточной Азии, высоко оценивается специалистами оборонной промышленности и военнослужащими за надежность конструкции, простоту эксплуатации и эффективность боевого применения.
Инициированные Г. С. Ефимовым и выполненные в руководимом им коллективе военных конструкторов разработки по применению высокопрочных неметаллических материалов, механизации боеукладок и автоматизации процессов заряжания орудий стали «классикой» для последующих создателей отечественных артиллерийских систем.
При главном конструкторе Г. С. Ефимове в ОКБ-3 были начаты работы по третьему поколению самоходных артиллерийских установок ВС Союза — в частности, самоходной гаубицы 2С19 «Мста-С».
Конструкторское бюро ОКБ-3 (ЦКБ «Трансмаш», ФГУП «Уралтрансмаш») в Советском Союзе являлось лидером по созданию новых видов (типов) артиллерийского вооружения.
За 25 лет руководства Г. С. Ефимова здесь были разработаны 24 проекта боевых машин, из них 13 приняты на вооружение (11 выпускались серийно).
Каждые два-три года КБ предлагало новое инновационное изделие. Такого результата работы не имело ни одно КБ в Союзе.
Умер 15 июня 1978 года в Свердловске. Похоронен на Северном кладбище города.

## Знаки отличия
За время трудовой деятельности отмечен, следующими знаками отличия:
- Лауреат Ленинской премии (1967 год);
- Лауреат Государственной премии СССР (1974 год);
- Награждён орденами:
  - Трудового Красного Знамени — дважды;
  - Отечественной войны II степени (18.07.1945)[1];
  - «Знак Почёта» (24.01.1944)[2];
  - медалями.